# 兵庫県電気工事工業組合
兵庫県電気工事工業組合（ひょうごけんでんきこうじこうぎょうくみあい）とは「中小企業団体の組織に関する法律」により行政の指導の下、昭和38年に設立された兵庫県内の電気工事業者で構成している団体。組合員の福利厚生、教育指導、電気安全調査業務等を主な事業として県下12支部に拠点を置き、活動している。上部団体は近畿ブロックでは関西電気工事工業会、全国大では全日本電気工事業工業組合連合会。

## 支部
兵庫県下に12支部を設置
- 三宮支部
- 兵庫支部
- 尼崎支部
- 西宮支部
- 明石支部
- 淡路支部
- 丹有支部
- 播州支部
- 加古川支部
- 西播支部
- 但馬支部
- 社支部